# オーヴェルニュ地域圏
オーヴェルニュ地域圏（オーヴェルニュちいきけん、仏: Auvergne）は、フランスの中南部、中央山塊に位置するかつて存在した地域圏である。フランスの中央高地に相当する地方である。四方を陸に囲まれており、ローヌ＝アルプ地域圏、ブルゴーニュ地域圏、サントル＝ヴァル・ド・ロワール地域圏、リムーザン地域圏、ミディ＝ピレネー地域圏、ラングドック＝ルシヨン地域圏と接している。首府はクレルモン＝フェラン。歴史的にもこの地域は現在と似た区分で存在しており、クレルモン＝フェランも古くからの中心都市であった。面積は日本の近畿地方と同程度、人口は沖縄県程度。
2016年1月1日にローヌ＝アルプ地域圏と統合し、オーヴェルニュ＝ローヌ＝アルプ地域圏となった。

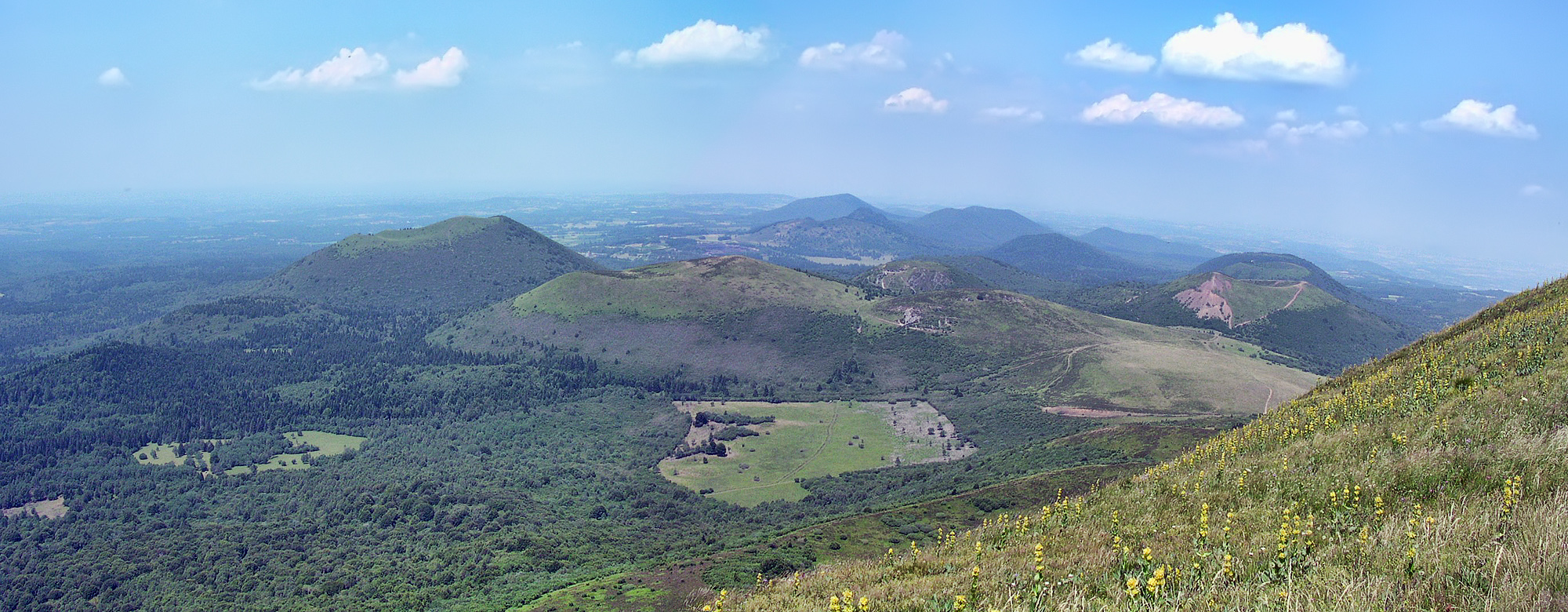
ピュイ・ド・ドーム山

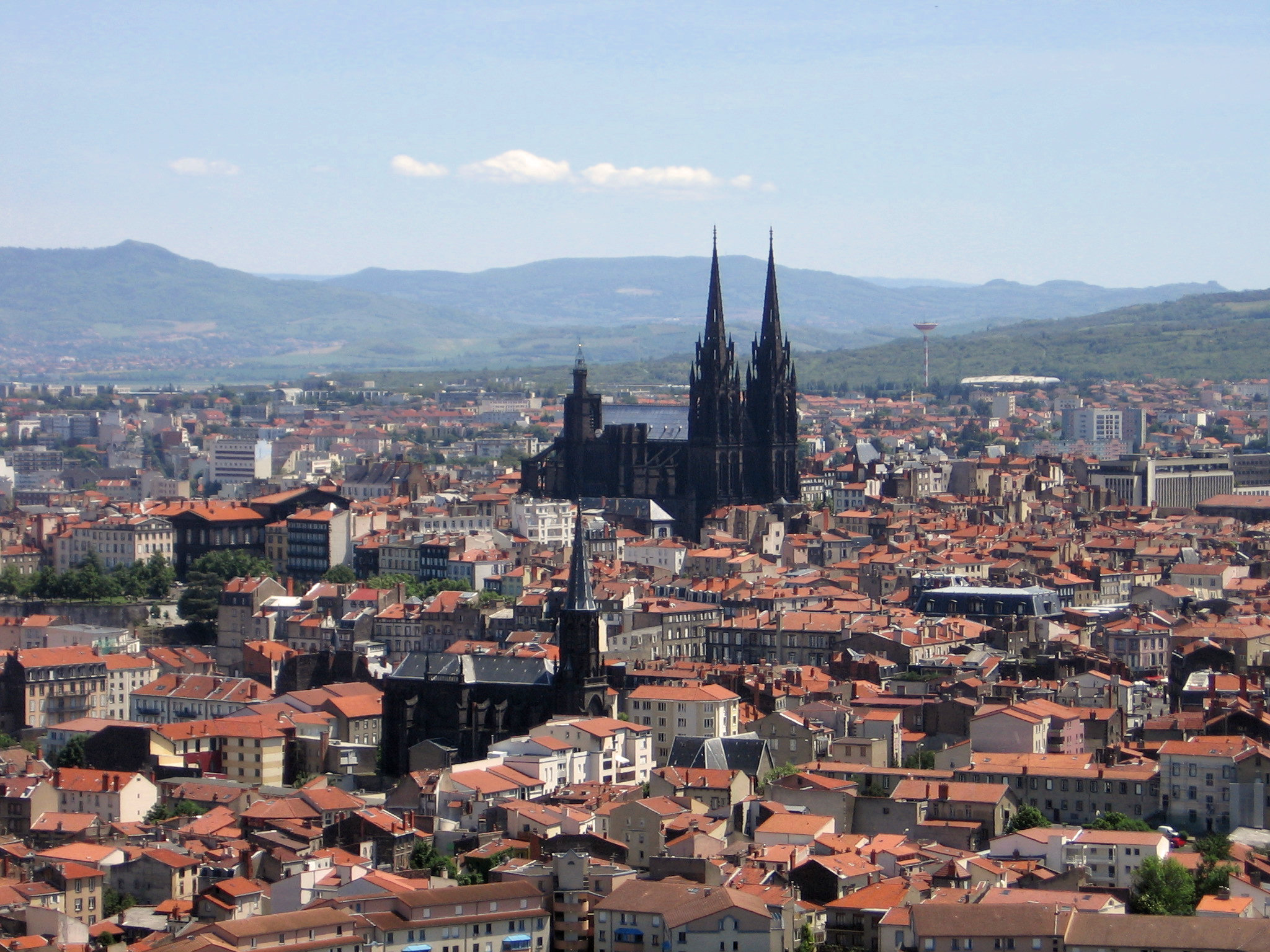
クレルモン＝フェラン

山脈や休火山があり、肥沃な土地に湖や牧草地帯が広がっている。豊富に良質な地下水を産出する事で有名。日本でもおなじみのミネラルウォーターであるヴォルヴィックはこの地方（ピュイ・ド・ドーム山）で採水されたもの。主要産業は農業で、長くパリやマルセイユ、リヨンなどに出稼ぎに出る住民が多くフランス国内でも比較的開発から遅れた地域であったが、近年は金属工業の発達や観光産業の振興により徐々に活性化してきている。首府のクレルモン＝フェランは、世界有数のタイヤメーカーであるミシュランの本社所在地として知られる。同社がオーナーとなっているトップ14ラグビーチーム、ASMクレルモン・オーヴェルニュも同地に構える。

## 行政区画
| 名称                             | 人口(人) | 州都/主府/本部                         | 備考 |
| -------------------------------- | -------- | -------------------------------------- | ---- |
| ピュイ＝ド＝ドーム県 Puy-de-Dôme | 617,000  | クレルモン＝フェラン Clermont-Ferrand  |      |
| アリエ県 Allier                  | 344,000  | ムーラン Moulins                       |      |
| カンタル県 Cantal                | 149,000  | オーリヤック Aurillac                  |      |
| オート＝ロワール県 Haute-Loire   | 216,000  | ル・ピュイ＝アン＝ヴレ Le Puy-en-Velay |      |